# 헤제
헤제(Heze)는 처녀자리 방향에 위치하고 있는 항성이다. 바이어 명명법으로는 처녀자리 제타(ζ Vir, ζ Virginis)라고 부른다. 고유 명칭 ‘헤제’는 자주 쓰이지는 않으며 그 어원 또한 불확실하다. 중국에서는 이 별을 각수이(角宿二)로 부른다. 겉보기 등급은 +3.376으로 맨눈으로 볼 수 있고 천구 적도로부터 남쪽으로 약 0.5도 부분에 보인다. 지구로부터의 거리는 74.1 광년이다.
헤제는 분광형 A3 V의 주계열성으로 중심핵에서 핵융합 작용으로 에너지를 만들고 있다. 이 에너지는 별의 바깥층에서 유효 온도 8,247 켈빈의 힘으로 우주로 방출되고 있으며 우리 눈에는 흰색으로 빛나는 것처럼 보인다. 헤제의 질량은 태양의 두 배에 지름도 두 배 정도이다. 이 별의 나이는 약 5억 살이다.
2010년 헤제의 짝별 헤제 B가 발견되었다(헤제 B의 존재로 기존의 주성(主星) 헤제는 헤제 A로 표기할 수 있다). 이 별의 관측기간은 그리 길지 않아 정확한 궤도요소는 아직까지 입수하지 못했다. 그러나 두 별은 평균거리 24.9 천문단위만큼 떨어져 있고 궤도이심률은 0.16 이상으로 보인다. 둘의 공전 주기는 최소 124년이다. 짝별의 정체는 이 천체로부터 X선 플럭스가 관측된바 있기 때문에 적색 왜성일 가능성이 있다.